# پلشین
پلشین (به صربی: Plešin) یک منطقهٔ مسکونی در صربستان است که در راشکا واقع شده‌است. پلشین ۲۲۲ نفر جمعیت دارد.